# Tadzsima Nabi
Tadzsima Nabi (田島 ナビ; 1900. augusztus 4. – 2018. április 21.) a világ legidősebb embere volt 2017. szeptember 15-étől, a jamaicai Violet Brown halálától 2018. április 21-én történt haláláig. Ő volt az utolsó ember, aki még a 19. században született, a valaha élt harmadik leghosszabb életű ember, egyben a valaha élt leghosszabb életű japán és leghosszabb életű ázsiai.

## Élete
Kikaidzsima sziget legnyugatibb részén, Arakiban született, ami akkor Wan faluhoz tartozott, ma a kagosimai Kikai része. 2002 februárja óta a Kikaien idősek otthonában élt, Kikaiban.
Férje, Tadzsima Tominisi (田島 富二子) 1991-ben halt meg, 95 évesen, más források szerint 1992-ben vagy 1993-ban. Hét fiuk és két lányuk született. 2011 szeptemberében Tadzsimának 28 unokája, 56 dédunokája és 35 ükunokája volt. 2017 szeptemberében körülbelül 160 leszármazottja volt, köztük szépunokák is.
Étrendje nagyrészt rámen tésztából és rizses-makrélás szusiból állt.
2015. szeptember 27-én ő lett a legidősebb élő japán ember (az előző rekorder egy 115 éves tokiói nő volt). 2017. szeptember 15-én, a jamaicai Violet Brown halálakor Tadzsima lett a legidősebb élő ember a világon. Két héttel korábban döntötte meg Ókava Miszao rekordját valaha élt legidősebb japánként. 2018. április 21-én hunyt el; a világ legidősebb élő embere a szintén japán Mijako Csijo lett.

## Fordítás
- Ez a szócikk részben vagy egészben  a   Nabi Tajima című angol Wikipédia-szócikk ezen változatának fordításán alapul.  Az eredeti cikk szerkesztőit annak laptörténete sorolja fel. Ez a jelzés csupán a megfogalmazás eredetét és a szerzői jogokat jelzi, nem szolgál a cikkben szereplő információk forrásmegjelöléseként.